# Strobilanthes ramiflora
Strobilanthes ramiflora är en akantusväxtart som beskrevs av Raymond Benoist. Strobilanthes ramiflora ingår i släktet Strobilanthes och familjen akantusväxter. Inga underarter finns listade i Catalogue of Life.